# Choresmien in der Antike

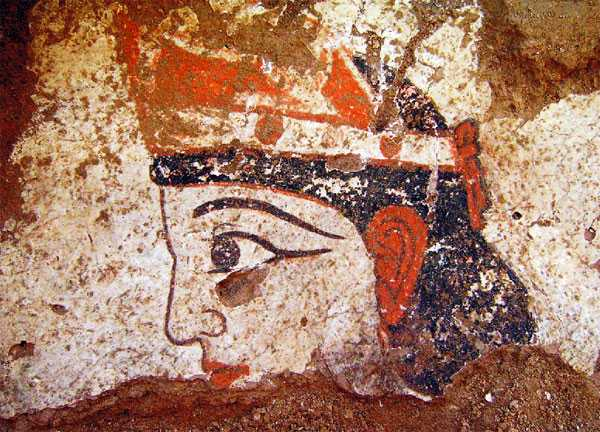
Fragment einer choresmischen Wandmalerei aus Kazakly-yatkan

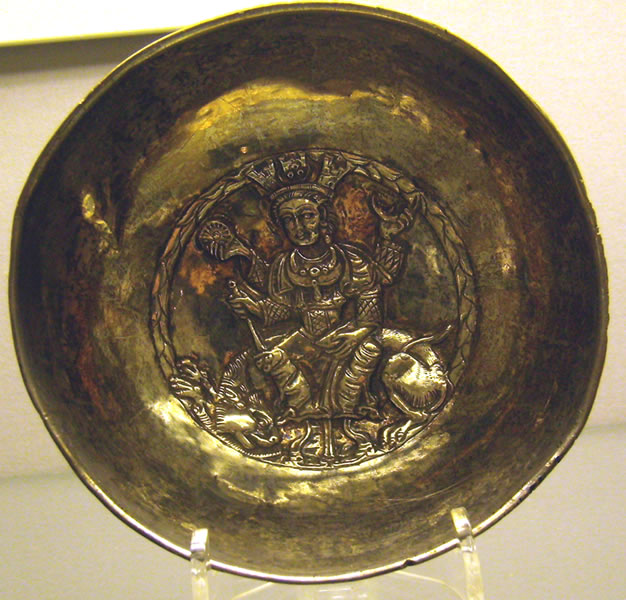
Choresmische Silberschale aus dem Jahre 658 n. Chr. (laut Inschrift in choresmischer Sprache außen am Rand). Zu sehen ist die vierarmige Göttin Nana auf einem Löwen, in ihren Händen die Sonnenscheibe und die Mondsichel, ein Zepter sowie eine Schale haltend.

Choresmien war ein antikes Königreich im westlichen Zentralasien, dessen Anfänge im Dunkeln liegen. Sein Kernland bildete die von ausgedehnten Wüsten begrenzte Oase Choresm am Amudarja, auf dem Gebiet der heutigen Staaten Turkmenistan und Usbekistan.

## Allgemeines
Die Flussoase entlang des Unterlaufs des Amudarja ist ausgesprochen fruchtbar. Eine Grundlage für den Reichtum der Gegend war die hochentwickelte Bewässerungslandwirtschaft. Neben Baumwolle und Reis, Obst und Wein wurde Getreide angebaut. In der Bronzezeit existierte etwas südlicher die sogenannte Oasenkultur, die aber um 1700 v. Chr. verschwand. Aus der folgenden Zeit sind die Suyargan (um 1900 v. Chr.), Tazabag'yab (1500–1000 v. Chr.), und Amirabad-Kulturen (ca. 1000–800 v. Chr.) bekannt.
Das antike Choresmien ist bisher erst wenig erforscht. Es gab an einigen Orten Ausgrabungen, die ein relativ gutes Bild der materiellen Kultur liefern, aber schriftliche Quellen sind nicht sehr zahlreich und Choresmien wird auch selten bei antiken Autoren erwähnt. Aus späterer Zeit gibt es einige islamische Quellen, doch bereitet es große Schwierigkeiten, die dort genannten Herrscher und Ereignisse mit den zeitgenössischen Quellen in Einklang zu bringen.

## Anfänge
Erste Nachrichten stammen aus dem 6. Jahrhundert v. Chr. Choresmien war ein frühes Zentrum der zoroastrischen Religion. Zoroaster missionierte 588 v. Chr. Vischtaspa, den aus anderen Quellen nicht bekannten König von Choresmien. Im Avesta, dem heiligen Buch des Zoroastrismus, wird Choresmien erwähnt. Für die folgenden Jahre fehlen weitere Quellen, doch war das Land zeitweise Provinz des Achämenidenreiches. Es wurde von Kyros II. mit anderen zentralasiatischen Gebieten erobert. In einer unter Dareios I. angefertigten Inschrift zum Bau des Palastes von Susa wird auch Choresmien als Provinz aufgeführt. Ein Soldat aus Choresmien erscheint in einem Dokument, das auf Elephantine an der Südgrenze Ägyptens, am anderen Ende des persischen Reiches also, gefunden worden ist. Aus dieser Zeit sind ca. 400 Siedlungen bekannt.
In der Archäologie wird die Zeit als die Antike-Archaische Periode bezeichnet. Sie dauert vom 7. bis 4. Jahrhundert v. Chr. Die Stadt Kyuzeli-gyr ist teilweise ausgegraben. Sie war ca. 25 ha groß und besaß einen eigenen Palast. Der Ort erlebte im 7. und frühen 6. Jahrhundert eine Blütephase. Ein anderer Ort aus dieser Phase ist Kuyusaĭ-2. Die dort gefundene Keramik zeigt Elemente der Yaz-Kultur II. Zu den Funden gehören Eisenwerkzeuge, zahlreiche Pfeilspitzen aus Bronze und 24 Holzgefäße aus einem benachbarten Friedhof. In Kalaly-gyr konnte ein Palast aus der Zeit um 400 v. Chr. untersucht werden, der wohl für einen Satrapen bestimmt war. Der Bau wurde nie fertiggestellt, was bedeuten könnte, dass Choresmien vor seiner Fertigstellung dem Perserreich wieder verlorengegangen ist.

## Von Alexander dem Großen bis ca. 250 n. Chr.

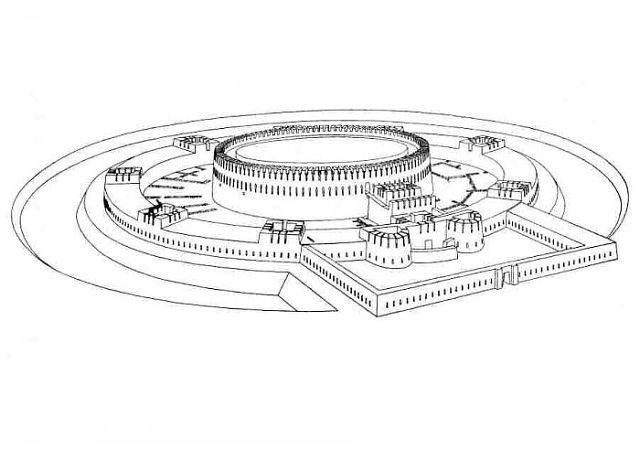
Rekonstruktion der Festungsanlage bei Qoy Qırılg’an Qala

Im Jahr 329/328 v. Chr. erschien der choresmische König Pharasmanes bei Alexander dem Großen und bot ihm ein Bündnis an. Das Land wurde von Alexander dem Großen nicht erobert und blieb unabhängig. Aus dieser Zeit stammt eine große Anlage bei Koj-Krylgan-Kala, die eventuell als Mausoleum für die choresmischen Herrscher diente. Ab dem 3. oder 2. Jahrhundert v. Chr. lässt sich eine eigene Schriftsprache belegen, wobei Choresmisch mit einer Abwandlung des aramäischen Alphabets geschrieben wurde. Aus dieser Zeit gibt es eine Inschrift, die einen König mit dem Namen Anurzham, Sohn des Königs Wardan, erwähnt. In diese Zeit datieren auch diverse Zerstörungshorizonte in choresmischen Siedlungen. Aus anderen Quellen ist bekannt, dass der Ostiran, Nordindien und Baktrien von Nomadenvölkern der Yuezhi und Saken überrannt wurden. Schriftliche Quellen für Choresmien fehlen, aber die Zerstörungshorizonte scheinen die Ankunft der Nomaden auch hier deutlich zu belegen.
Um die Zeitenwende oder etwas früher beginnt die choresmische Münzprägung, die sich zunächst stark an baktrischen Vorbildern orientiert und dabei auch verderbte griechische Legenden zeigt. Wenig später erscheinen aber auch Münzinschriften auf Choresmisch, aus denen die Namen zahlreicher Herrscher bekannt sind. Die Münzen orientierten sich zu dieser Zeit an parthischen Vorbildern, zeigen aber auch eigenständige Stilmerkmale. Kurz vor der Zeitenwende scheint auch der Beginn einer eigenen choresmischen Zeitrechnung zu liegen. Das bisher höchste bekannte Datum dieses Kalenders ist 753. Da nun davon auszugehen ist, dass mit der arabischen Eroberung um 712 der islamische Kalender eingeführt wurde, muss der choresmische also ca. 750 Jahre vor diesem Datum begonnen haben.
Im 2. Jahrhundert scheint das Reich von den Kuschan erobert worden zu sein, doch ist dies umstritten und kann nicht belegt werden. Immerhin fanden sich viele Kuschanmünzen in Choresmien, was aber auch auf intensive Handelsbeziehungen deuten könnte, die generell gut belegt sind; so fanden sich viele Importgüter aus dem Mittelmeerraum.
In der Archäologie wird diese Zeit in drei Perioden unterteilt: Antique -Kangyuî, früh (4. und 3. Jahrhundert v. Chr.), Antique -Kangyuî, spät (2. Jahrhundert v. Chr. bis 1. Jahrhundert n. Chr.) und Antique - Kuschan, früh (1. und 2. Jahrhundert n. Chr.). Aus dieser Zeit gibt es zahlreiche Ausgrabungsstätten, die ein gutes Bild zur materiellen Kultur der Periode liefern. In Antique -Kangyuî, früh erscheinen die ersten anthropomorphen Tonfiguren. Die Keramik zeigt hellenistischen Einfluss.

## Die Afrighiden-Dynastie

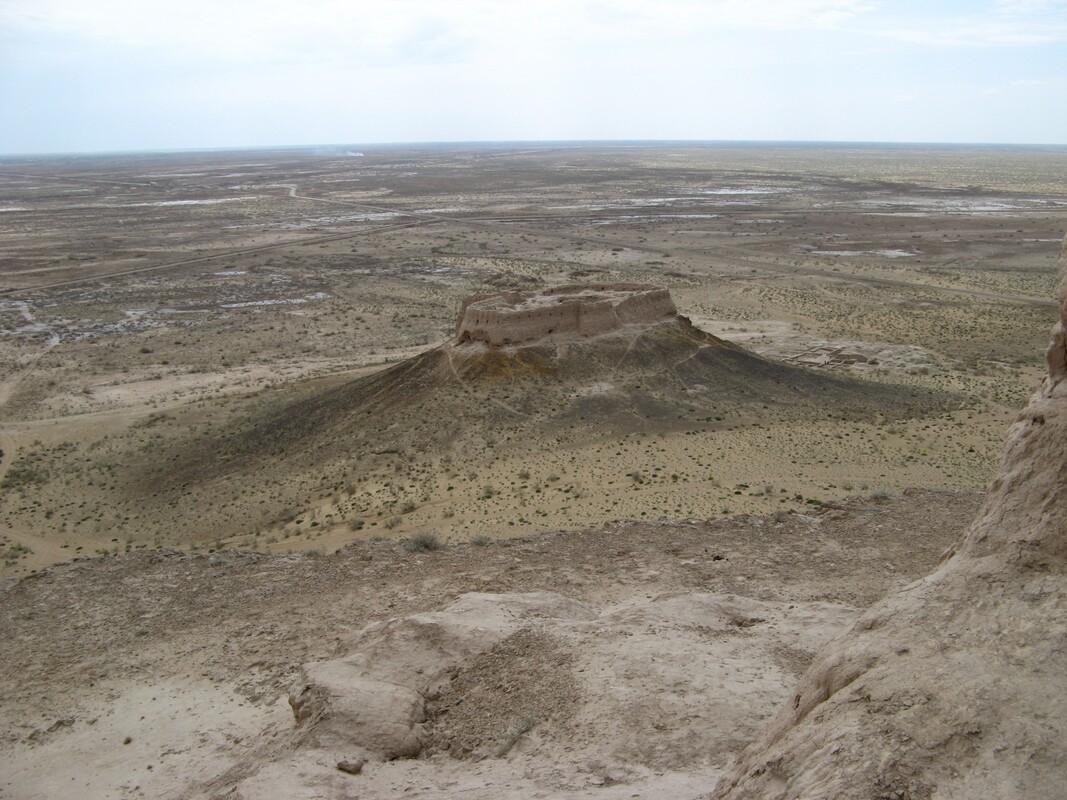
Eine typische Festungsanlage der Afrighidenzeit: Ayaz-Qala

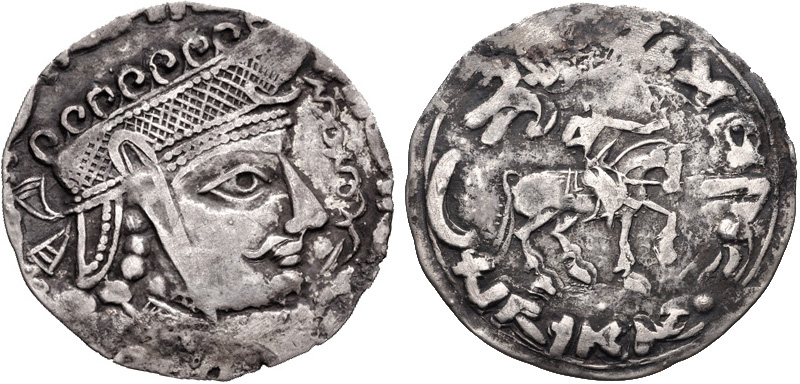
Drachme des Afrighiden-Königs Schavuschfarn (in chinesischen Annalen: Shao-she-fien) aus der Mitte des 8. Jh.

In der Mitte des 3. Jahrhunderts setzte dann wieder eine eigene Münzprägung in Silber und Kupfer ein. Diese Münzen folgen im Stil nicht denen von Kuschan, sondern den eigenen Prägungen um Christi Geburt. Die Münzlegenden sind nun choresmisch. Die Kopfbedeckung der Könige wechselt von Herrscher zu Herrscher, was auf sassanidischen Einfluss schließen lassen könnte. Es wird vermutet, dass König Vazamar, bei dem es sich wohl um den bedeutendsten choresmischen Herrscher handelte, das Reich von der Kuschanherrschaft befreite.
Vazamars Residenz könnte in Toprak-kala gelegen haben, wo sich Skulpturen, deren Kopfschmuck identisch mit denen auf seinen Münzprägungen ist, fanden. Dieser Ort macht einen ausgesprochen durchorganisierten Eindruck und lässt auf eventuell griechisch-baktrischen Einfluss in der Stadtplanung schließen. Die Innenräume, besonders der als Palast bezeichneten Anlagen, sind oftmals reich ausgestattet, wobei Wandmalereien neben Tonreliefs und Tonskulpturen belegt sind. Stilistisch sind diese Werke schwer einzuordnen und zeigen deutlich einen eigenen zentralasiatischen Stil. Skulpturen wirken oft sehr naturalistisch. Die Gesichter haben Porträtcharakter. Dies mag auf baktrisch-griechischen Einfluss zurückgehen, wobei die Haartracht, die langen Bärte und der eher iranische Kleidungsstil mit langen Hosen diesen Werken ein nicht-griechisches Aussehen verleihen. In der Plastik ist daneben auch ein gewisser Hang zur Frontalität festzustellen, wie man ihn von der parthischen und der orientalischen Kunst her kennt. In der Malerei und im Relief werden die Figuren jedoch meist im Profil wiedergegeben, wobei Andeutungen von Räumlichkeit fehlen.
Nach dem moslemischen Historiker al-Bīrūnī kam im Jahr 305 die Afrighiden-Dynastie an die Macht, doch bereitet es der modernen Forschung große Schwierigkeiten, seine Angaben mit denen der antiken Quellen zu vereinbaren. Al-Bīrūnī überliefert die Namen zahlreicher Herrscher, doch ist kaum einer von ihnen mit den Namen, die auf zeitgenössischen Denkmälern und vor allem Münzen erscheinen, zu identifizieren.
Im vierten und fünften Jahrhundert hatte das Reich wohl mit einfallenden Nomaden zu kämpfen und war wohl auch zeitweise Teil des spätantiken Sassanidenreiches. Es konnte sich erst im sechsten Jahrhundert wieder erholen. Aus dieser Zeit stammen einige bedeutende Palastanlagen, die ergraben wurden. Sie waren stark befestigt und teilweise auch reich ausgestattet. Zentrum der Anlagen war meist ein Wohnturm. In dieser Zeit setzt auch eine bemerkenswerte Produktion von Silberschalen ein. Viele von diesen fanden sich nicht in Choresmien selbst, sondern im Gebiet des Ural.
Zu Beginn des achten Jahrhunderts (712) wurde Choresmien von den Muslimen erobert, doch kam es zu keiner dauerhaften Besetzung; das Land blieb noch für einige Zeit unabhängig. Für das Jahr 751 ist eine Delegation des (auch von Münzen bekannten) Afrighiden Schavuschfarn an den kaiserlichen Hof der Tang-Dynastie bezeugt, die um Hilfe gegen die Araber bat. Erst im dritten Viertel des neunten Jahrhunderts traten die Herrscher von Choresmien zum Islam über. Das Ende der Dynastie kam im Jahr 995, als die Afrighiden von einer rivalisierenden Familie angegriffen und vernichtet wurden.